# Стандершельд

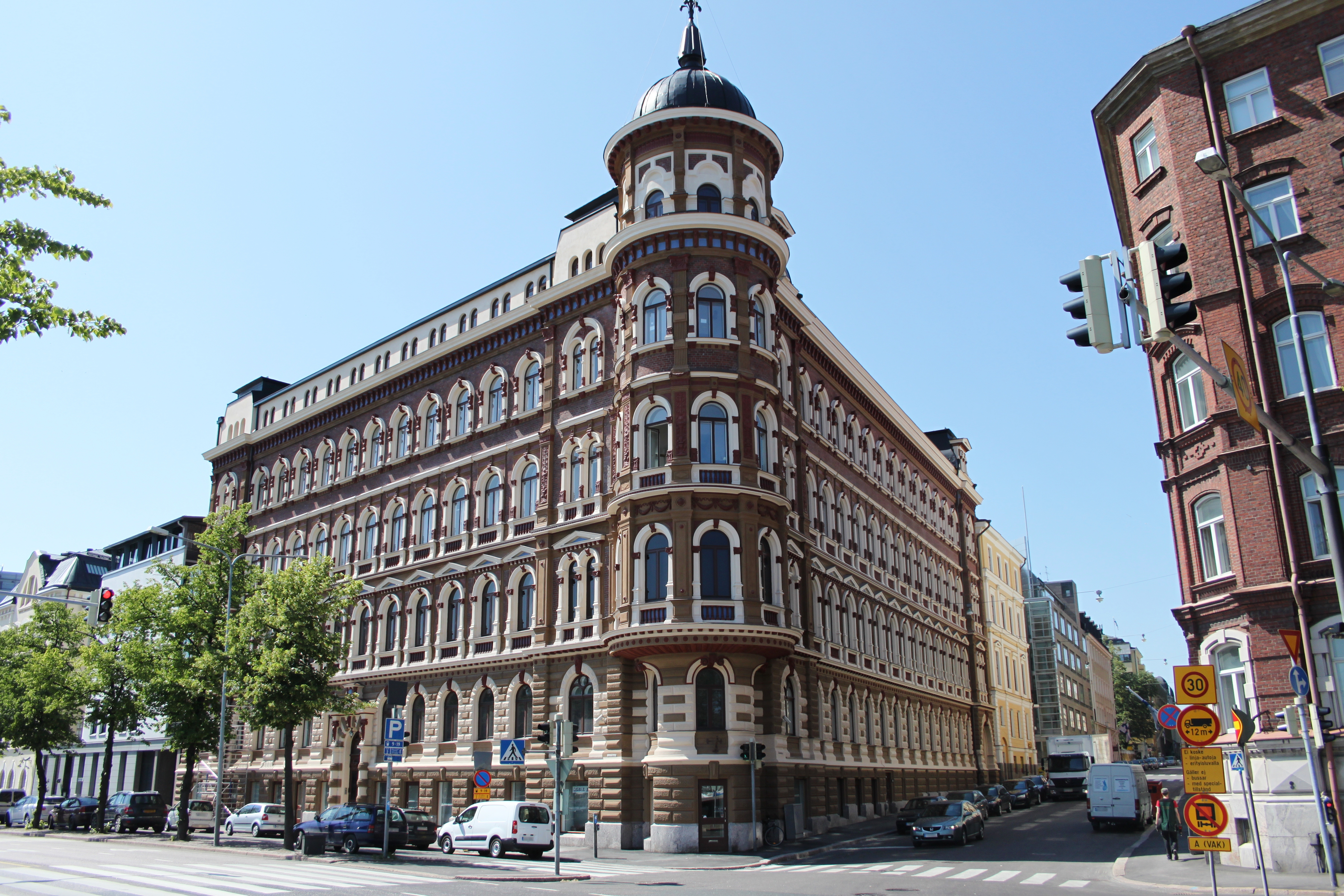
особняк Стандершельда в Хельсинки

Стандершельд (фин. Standertskjöld) — дворянский род.

## Происхождение и история рода
Высочайшим указом, от 8 / 20 ноября 1874 года, инспектор оружейных заводов, генерал-лейтенант Карл Карлович (Карл-Август) Стандершельд (1814—1885) возведён, с нисходящим его потомством, в баронское достоинство Великого Княжества Финляндского.
Род его внесён, 30 января / 11 февраля 1876 года, в матрикул Рыцарского Дома Великого Княжества Финляндского, в число родов баронских, под № 52.
Высочайшим указом от 15 / 27 мая 1869 года, сыну генерал-лейтенанта Карла-Августа Стандершельд — Герману-Сигфриду (fi:Herman Standertskjöld-Nordenstam; 1854—1934) дозволено присоединить к своей фамилии и гербу фамилию, герб и титул двоюродного дяди его, генерала от инфантерии барона Иоганна-Морица Норденстама, и именоваться впредь, потомственно, бароном Стандершельд-Норденстам.
Род его внесён, в 1869 году, в матрикул Рыцарского Дома Великого Княжества Финляндского, в число родов баронских, под № 46.